# شركة فولاذ الولايات المتحدة
شركة فولاذ الولايات المتحدة، أو يو إس ستيل (بالإنجليزية: U.S. Steel Corporation) شركة أمريكية منتجة للصلب المتكامل، يقع مقرها في بيتسبرغ، بنسلفانيا.تعمل كشركة تابعة مملوكة بالكامل لشركة نيبون للصلب، وتُدير منشآت إنتاجية في مواقع متعددة بالولايات المتحدة وأوروبا الوسطى. تنتج الشركة وتسوّق منتجات صلب متنوعة تشمل المنتجات المسطحة والأنبوبية لعملاء في قطاعات السيارات، البناء، الاستهلاكية، الكهربائية، المعدات الصناعية، التوزيع، والطاقة. كما تشمل عملياتها منشآت لإنتاج خام الحديد وفحم الكوك.
حافظت الشركة على مكانتها كثاني أكبر منتج للصلب في الولايات المتحدة بعد شركة نوكور، حيث احتلت المرتبة الثامنة عالمياً عام 2008م والمرتبة 24 بحلول 2022م. غيرت الشركة اسمها إلى "يو اس إكس - USX" عام 1986م قبل أن تعود لاسمها الأصلي عام 2001م بعد بيع أصولها في قطاع الطاقة بما فيها شركة ماراثون أويل.
في ديسمبر 2023م، أعلنت نيبون للصلب عن صفقة لاستحواذها على فولاذ الولايات المتحدة بقيمة 14.9 مليار دولار مع الاحتفاظ بالاسم والمقر الرئيسي في بيتسبرغ. واجهت الصفقة معارضة من اتحاد عمال الصلب الأمريكي، وحملة ترامب الانتخابية، وإدارة بايدن التي منعت الصفقة رسمياً في يناير 2025م. رفعت الشركتان دعوى قضائية ضد الإدارة الأمريكية وصفا القرار بأنه غير قانوني. اكتملت الصفقة في 18 يونيو 2025م، لتصبح شركة فولاذ الولايات المتحدة شركة تابعة لنيبون للصلب فرع أمريكا الشمالية، مع حصول الحكومة الفيدرالية الأمريكية على حصة ذهبية تمنحها حق الإشراف.

## صور

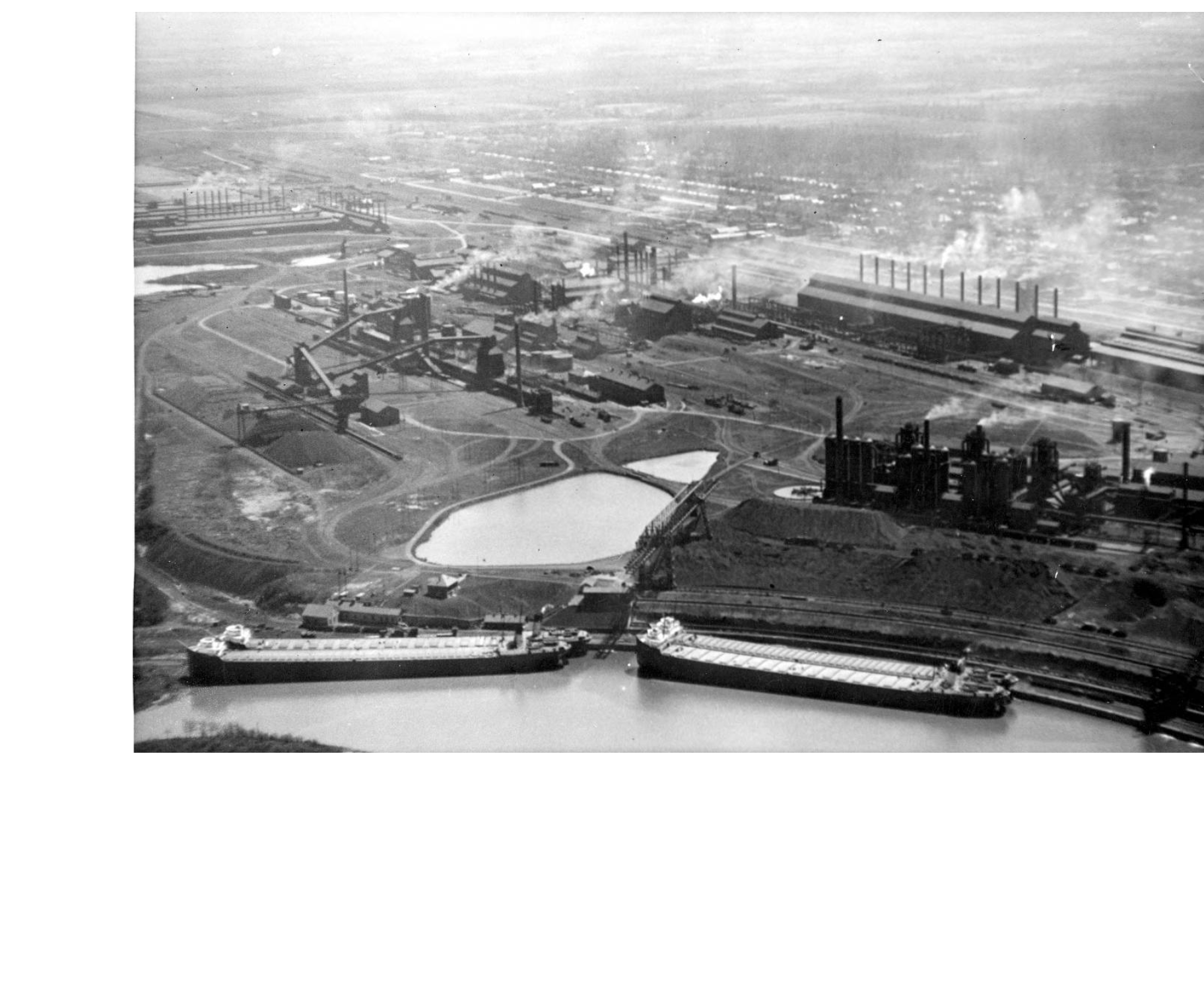
صورة جوية لمصنع لورين للصلب الأمريكي عام ١٩٧٥م.
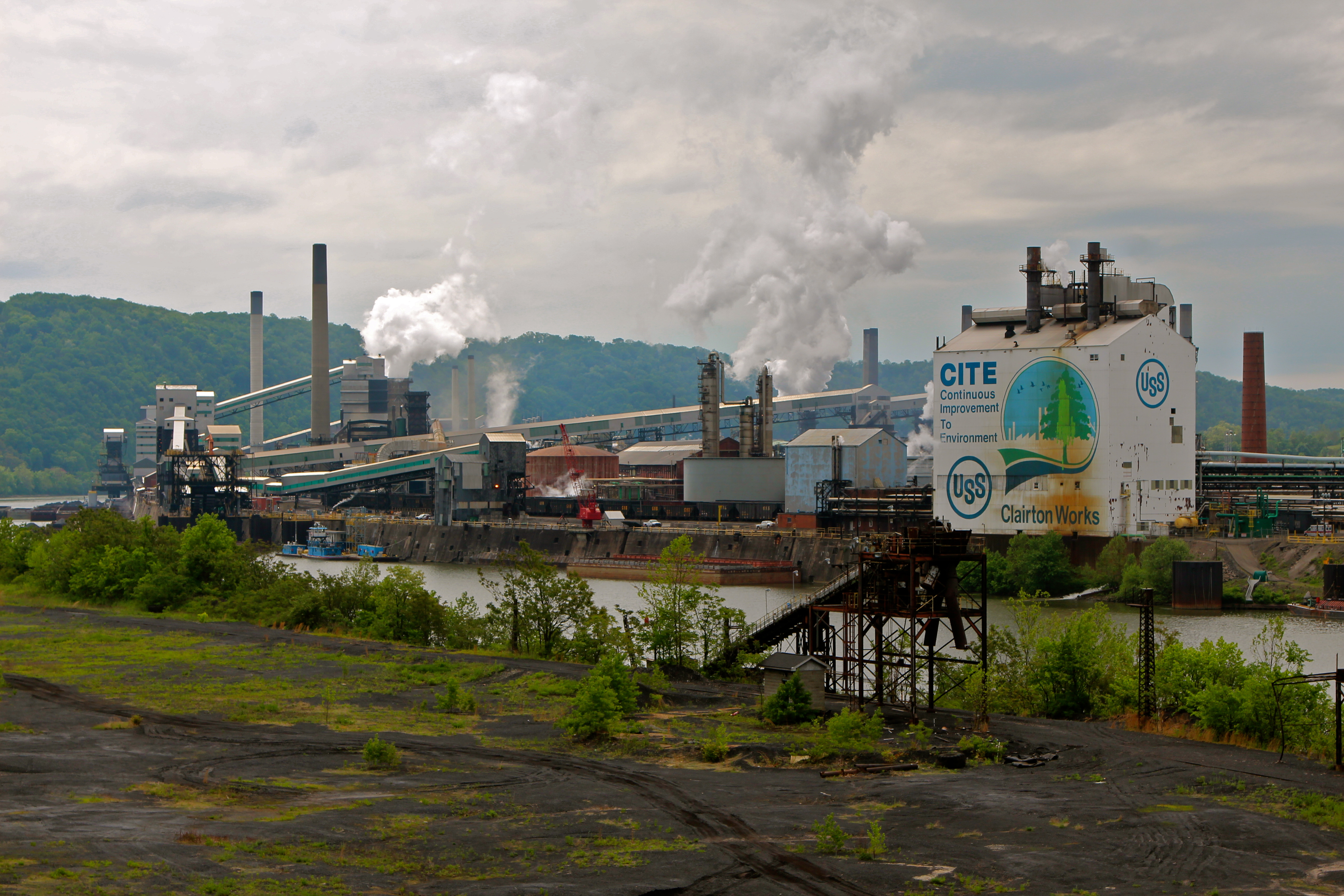
مصنع فحم الكوك في كليرتون، بنسلفانيا.
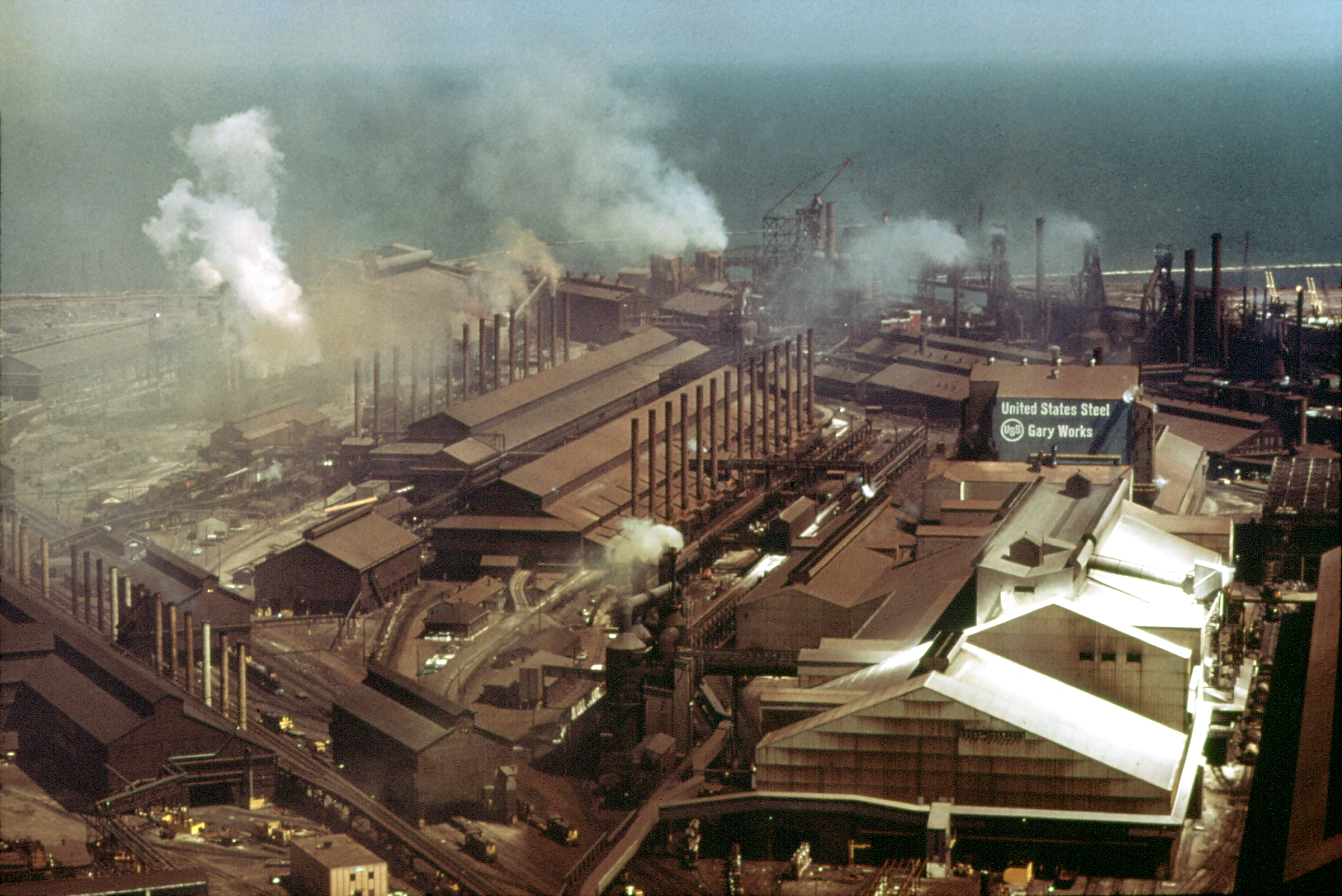
يعد مصنع چاري في چاري بولاية إنديانا أكبر مصنع متكامل في أمريكا الشمالية.